# George Albert Smith

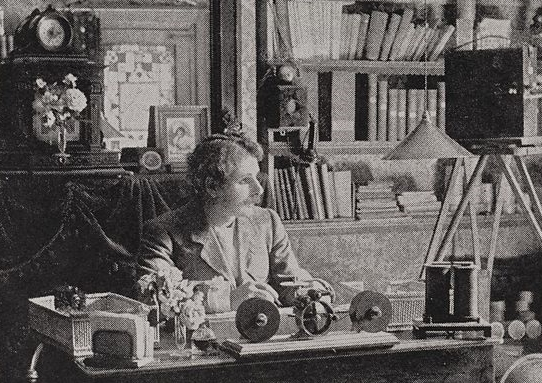
Smith a la feina

George Albert Smith (4 de gener 1864 – 17 de maig 1959) va ser un hipnotista, psíquic, llegidor de boles màgiques, company de la Societat Astronòmica Reial, inventor i un membre clau de l'associació de pioneres dels principis del cinema batjeada com a Escola de Brighton pel crític de cinema francés Georges Sadoul. És conegut per la seva feina polèmica amb Edmund Gurney a la Societat de Recerca Psíquica, els seus curtmetratges de 1897 a 1903, els quals van ser pioners en edició i primers plans, i el seu desenvolupament del primer procès amb èxit d'un cel·luloide de color, Kinemacolor.

## Biografia

### Naixement i primers anys de vida
Smith va néixer a Cripplegate, Londres l'any 1864. El seu pare Charles Smith era un escriptor i artista. Es va moure amb la seva família a Brighton.
Va ser a principis de la dècada del 1880 quan va aparèixer per primer cop cap al públic com a hipnotista. L'any 1882 va formar equip amb Douglas Blackburn.
La Societat de Recerca Psíquica (SPR) van acceptar a Smith i aquest va convertir-se en membre de la societat. Al poc temps va ser fixat com a secretari privat del Secretari Honorari Edmund Gurney de 1883 a 1888. Durant aquests anys Smith es convertia en l'hipnotitzat durant les actuacions de Gurney.
Aquell any Trevor H.Hall en el seu estudi The Strange Case of Edmund Gurney, declarava a Gurney com un frau. El juny de 1888 Gurney va morir de manera misteriosa. Smith seguiria participant en els successors de Gurney, F. W. H.Myers i Frank Podmore.

### Als jardins de Sta. Anna
L'any 1892, després de deixar el SPR, va adquirir l'arrendament dels jardins de Sta.Anna on Isaac Lyon Goldsmid, va conrear un jardí de plaer popular, on des de 1894 va començar exposicions públiques de globus d'aire clanet, salts de paracaiguda, una casa de micos, una llegidora de fortuna, un hermit vivint en una cova i espectacles de llanterna màgica. Smith també va començar per presentar aquestes conferències a l'Aquàrium de Brighton. L'habilidosa manipulació de la llanterna, tallant entre lents per mostrar canvis a temps, la perspectiva i la ubicació necessàries per la història que explicava, li va permetre desenvolupar moltes habilitats que ell més tard utilitzaria com a director de cinema durant el desenvolupament gramàtic de l'edició.
Smith va assistir al programa presentat a la Plaça Leicester dels germans Lumière el març de 1896. Impulsat per les pel·líqules de Robert Paul, ell i un company químic, James Williamson, van adquirir un prototip de les càmeras de cinema que ototrgava Alfred Darling. L'any 1897, amb l'assistència tècnica de Darling i els químics de Williamson, Smith va construir una factoria de pel·lícules. Aquesta va desenvolupar-se fins a convertir-se en un exitòs processador comercial de pel·lícules amb un patentador de càmeres i projectors propis. Ell i Williamson es convertirien en directors pioners creant pel·lícules històriques. El 29 de març de 1897, Smith va afegir fotografies animades cap al final del seu programa de projeccions a l'Aquàrium de Brighton..Moltes de les primeres pel·lícules de Smith, incloent El Moliner i l'Escombriaire i Home vell bebent cervesa (ambdues filmades l'any 1897) es van convertir en comèdies gràcies a la influència de la seva dona, Laura Bayley, qui anteriorment havia actuat dins dels espectacles d'aquest gènere. Tanmateix Smith va correspondre amb el pioner d'efectes especials Georges Méliès la influència del qual pot ser vista en Les Radiografies i El Castell Encantat (ambdues de 1897). El Castell Encantat, juntament amb Els Germans Corsics, Fotografiant un Fantasma i Santa Claus (totes de l'any 1898), inclouen els efectes especials creats utilitzant un procés de doble-l'exposició patentat per Smith. Moltes de les pel·lícules de Smith van ser adquirides per ser distribüides per Charles Urban amb L'Empresa de Comerç de Warwick, els dos van començar una llarga relació empresarial amb un espectacle conjunt de les pel·lícules de Smith i Méliès al Teatre Alhambra de Brighton, entre finals de 1898 i principis del 1899.
L'any 1899 Smith, amb l'assistència financera d'Urban, va construir un edifici de vidre on hi establiria el seu estudi de cinema, als jardins de Sta. Anna, inicinat un període d'alta producció creativa. Aquell any va filmar l'escena d'El Petó en el Túnel (1899) la qual es va editar posteriorment a la pel·lícula de Cecil Hepworth Vista Des del front d'un motor - Tren sortint d'un túnel (1899). Amb aquesta edició van demostrar les possibilitats creatives de l'editatge.
L'any següent ell experimentar invertint el film de La Casa Que Jack va Construir (1900), on hi va desenvolupar dos efectes, el somni-temps i la dissolució, dins de Deixa'm somniar un altre cop (1900). Un altre experiment pioner va ser l'ús dels primers plans amb El mirall de lectura de l'àvia, Vist A través d'un Telescopi i Aranyes en un teranyina (totes de l'any 1900).
L'any 1902 Smith va col·laborar amb el seu amic Georges Méliès a l'estudi de pel·lícules Star Films a Montreil, Paris, en una pre-actuació de la Coronació del rei Eduard VII i la Reina Alexandra encarregada per Charles Urban després que una empresa rival adquirís els drets per filmar l'esdeveniment real.

### Al Laboratory Lodge

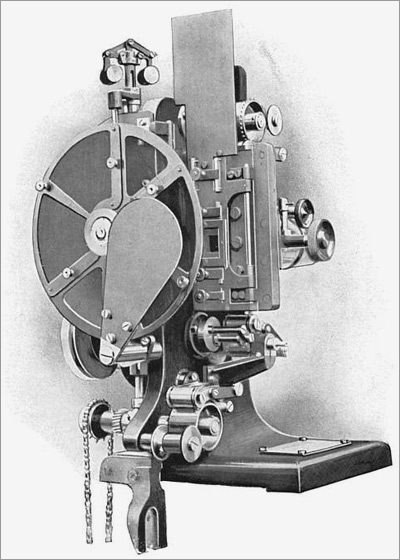
Kinemacolor

L'any 1904, Smith es va moure a un nou espai de filmació a Southwick, Sussex, on el va batejar com el Laboratory Lodge. On amb el finançament de Charles Urban, va seguint desenvolupant el procés de síntesi additiva de color, el qual havia estat adquirit per Urban seguint la mort del seu descobridor Edward Raymond Turner, l'any 1903. Aquest desenvolupament de Smith va donar el primer procès amb èxit de la pel·lícula a color, amb l'invent anomenat el Kinemacolor.
Smith va provar el nou procés, el qual va modificar de tres colors (com feia Edward Turner) a favor de dos colors (vermell-verd). Les primeres proves es poden veure a  Tartans de Clans escocesos (1906) i Dona Coberta de Mocadors amb patrons (1908). Posteriorment ensenyarà la primera mostra comercial amb A Visit to the Seaside, l'1 de maig de 1908. Seguidament va fer varies demostracions públiques a principis de 1909 entre París i Nova York. Gràcies a aquest experiment, Smith va ser atorgat una Medalla de Plata per la Societat Reial d'Arts. L'any 1910 Urban funda la Companyia de Natural Colour Kinemacolor, el qual amb èxit utilitzà el procés per produir uns 100 curtmetratges gravats als estudis a Hove i Niça. L'empresa va finalitzar la seva producció quan l'any 1914 William Friese-Greene va patentar el procés del Kinemacolor.Aquest fet va acabar definitivament amb la carrera de Smith.

### Mort
A finals de la dècada dels 40, va ser redescobert per la comunitat de cinema britànic, es va convertir en membre de l'Acadèmia de Cinema Britànic l'any 1955. Smith va morir dins Brighton el 17 de maig de 1959.

## Filmografia
- El Castell Encantat (1897)
- Home vell bebent una Cervesa (1897)
- Les Radiografies (1897)
- El Moliner i l'Escombriaire (1898)
- Fotografiant un Fantasma (1898)
- Santa Claus (1898)
- El Petó en el Túnel (1899)
- Vist A través d'un Telescopi (1900)
- El mirall de lectura de l'àvia (1900)
- Grandma Roscant La seva Agulla (1900)
- Aranyes en una teranyina (1900)
- L'amor de la vella mossa(1900)
- La Casa Que Jack va Construir (1900)
- Deixa'm somniar un altre cop (1900)
- El Inexhaustible Taxi (1901)
- La Mort de Joe el Pobre (1901)
- El contratemps de Mary Jane (1903)
- Gatet malalt (1903)
- Tartans de Clans escocesos (1906)
- Dona Coberta de Mocadors amb patrons (1908)
- A Visit to the Seaside (1908)